# Розовский разъезд
Розовский разъезд — упразднённая в 1998 году деревня в Русско-Полянском районе Омской области. Входила в состав Розовского сельского поселения.

## География
Располагался на линии Иртышское-Кызыл-Ту Западно-Сибирской железной дороги, в 5 км к северо-востоку от села Ротовка.

## История
Остановочный пункт Розовский возник в 1965 году на участке Иртышское- Кызыл-Ту Западно-Сибирской железной дороги.
Исключен из учётных данных в 1998 году.

## Население
| год     | 1979 | 1989 |
| ------- | ---- | ---- |
| человек | 11   | 7    |

## Инфраструктура
Основой экономики было обслуживание путевого хозяйства Западно-Сибирской железной дороги. Действовал остановочный пункт Розовский, ныне закрытый.

## Транспорт
Был доступен автомобильным и железнодорожным транспортом.